# Hazelaarhoutzwam
De hazelaarhoutzwam (Szczepkamyces campestris, synoniem: Dichomitus campestris) is een schimmel behorend tot de familie Polyporaceae. Het is een necrotrofe parasiet die voorkomt op dode of levende takken. Hij is bekend van de hazelaar (Corylus avellana), eiken (Quercus), de beuk (Fagus sylvatica) en elsen (Alnus).

## Kenmerken

### Uiterlijke kenmerken
De vruchtlichamen van de zwartwordende polypore zijn kussenvormig of resupinaat (plat op het substraat liggend. De diameter is 3 tot 5, de dikte 5 tot 10 mm en volledig bedekt met buisjes (buisjes bovenaan steriel). De poriën zijn onregelmatig, veelhoekig van vorm en onregelmatig van grootte. De lengte van de buizen is 1 tot 3 mm, bij meerjarige exemplaren zijn de buizen gelaagd. De onderzijde van het vruchtlichaam is crème tot licht houtkleurig, de rand kleurt snel zwartachtig.

### Microscopische kenmerken
De sporen meten 9-12,5 × 3,5-4,5 µm.

## Ecologie
Het is een saprofytische houtbewoner (ziekteverwekker van witrot) die dode, meestal nog staande stammen van met name hazelaars en eikensoorten koloniseert. Het is het hele jaar door te vinden in hazelaars en uitlopers, haagbeuk-eikenbossen, loofhoutweiden en gemengde eikenbossen die warmte nodig hebben. De vruchtlichamen zijn eenjarig tot meerjarig.

## Verspreiding
De hazelaarhoutzwam komt voor in de Kaukasus, Noord-Amerika, West- (Spanje, Portugal, Frankrijk - daar eiken als voorkeurssubstraat), Midden- en Noord-Europa (tot aan de Hebriden en in Noorwegen tot de 70e breedtegraad), in Oost-Europa van de Balkan tot Oekraïne en in Zuid-Rusland.
In Nederland komt hij vrij zeldzaam voor. Hij staat op de rode lijst in de categorie 'Bedreigd'.